# Пожва (река, впадает в Камское водохранилище)
Пожва (в верховье Южная Пожва) — река в России, протекает в Юсьвинском районе Пермского края. Устье реки находится в 835 км от устья Камы, по правому берегу Камского водохранилища (Пожвинский залив). Длина реки составляет 35 км, площадь водосборного бассейна 396 км².
Река образуется вблизи границы с Усольским районом в 20 км к северо-западу от посёлка Пожва. Течёт на юго-восток, всё течение за исключением низовий, проходит по ненаселённому лесному массиву. В верхнем течении на реке стоит покинутый посёлок Кордон, в нижнем — деревня Елизавето-Пожва. Впадает река в Пожвинский залив Камского водохранилища, в месте впадения стоит посёлок Пожва. Ширина реки у устья — около 30 метров.
Этимология имени реки коми-пермяцкая, «пож» — решето, «ва» — вода. Название связано с тем, что река преодолевает несколько каменистых перекатов и вода на них играет, точно просеивается.

## Притоки (км от устья)
- 0,2 км: Пожевка (лв)
- 4,8 км: Ленва (пр)
- Кобыловка (пр)
- 8,8 км: Ломоватка (лв)
- 17 км: Берёзовка (пр)
- Дедовка (пр)
- Северная Пожва (лв)
- 27 км: Ольховка (лв)

## Данные водного реестра
По данным государственного водного реестра России относится к Камскому бассейновому округу, водохозяйственный участок реки — Кама от города Березники до Камского гидроузла, без реки Косьва (от истока до Широковского гидроузла), Чусовая и Сылва, речной подбассейн реки — бассейны притоков Камы до впадения Белой. Речной бассейн реки — Кама.
Код объекта в государственном водном реестре — 10010100912111100007741.